# Resíduo de disparo

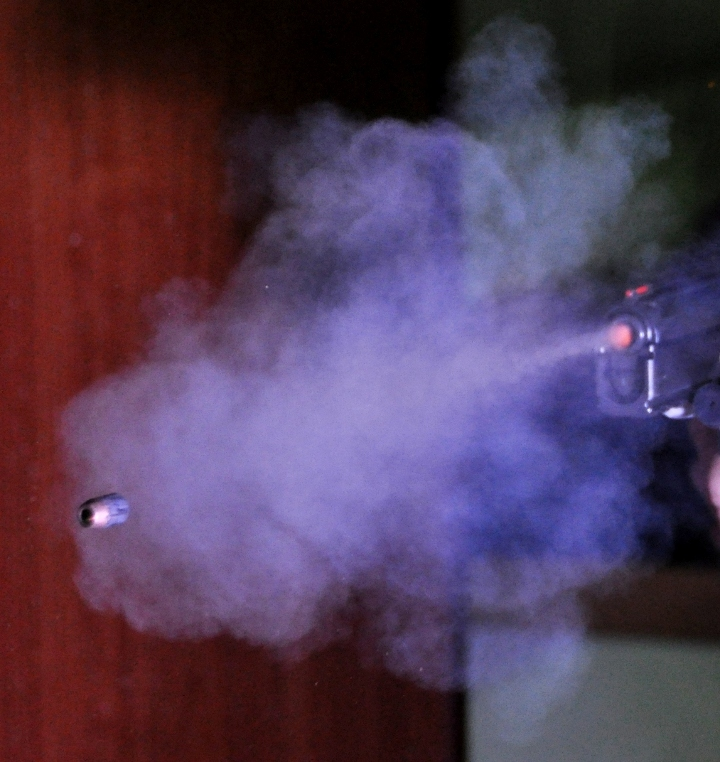
Resíduos de disparo de um tiro de pistola.

Resíduo de disparo, em inglês "Gunshot residue" (GSR), também conhecido como "resíduo de descarga de cartucho", em inglês "cartridge discharge residue" (CDR), "resíduo de arma de fogo", em inglês "gunfire residue" (GFR) ou ainda "resíduo de descarga de arma de fogo", em inglês "firearm discharge residue" (FDR), é o resíduo depositado nas mãos e roupas de alguém que dispara uma arma de fogo. É composto principalmente de partículas queimadas e não queimadas da espoleta, do propelente - e possivelmente fragmentos da bala, do estojo do cartucho e da arma de fogo.
Investigadores policiais testam as roupas e a pele das pessoas em busca de resíduos de bala para determinar se elas estavam perto de uma arma quando ela disparou. Os resíduos da arma de fogo podem se deslocar a mais de 3–5 pés (0,9–1,5 metros) da arma. Na distância mais distante, apenas alguns vestígios de partículas podem estar presentes.